# ロイヤル・ティレル古生物学博物館

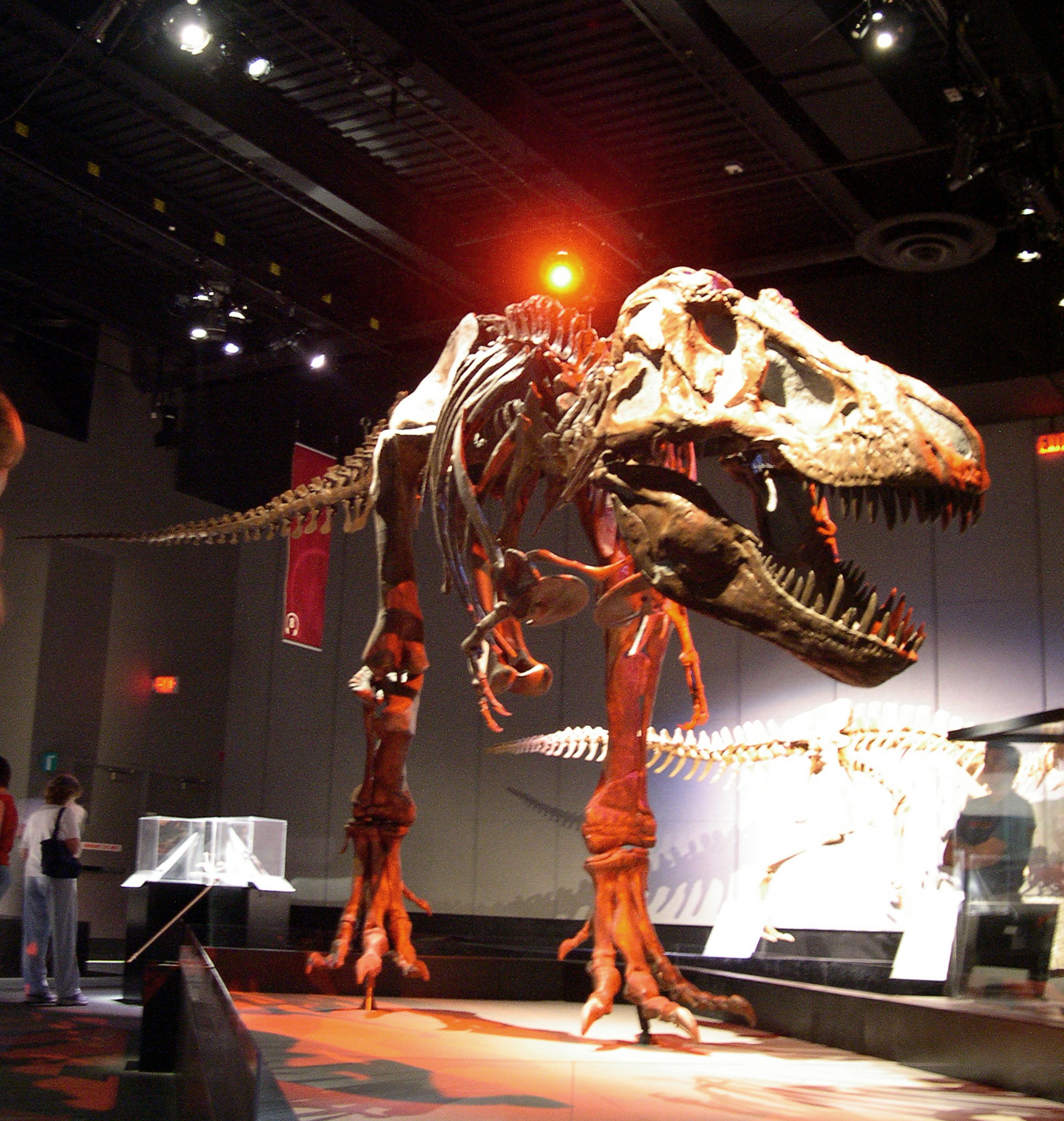
恐竜の骨格の展示

ロイヤル・ティレル古生物学博物館（ロイヤル・ティレルこせいぶつがくはくぶつかん、The Royal Tyrrell Museum of Palaeontology）はカナダアルバータ州ドラムヘラーのミッドランド州立公園内にある、恐竜とバージェス動物群の化石の展示で世界的に有名な博物館。特に、恐竜に関してはその規模は世界最大級である。

## 歴史
1884年にカナダの地質学者ジョセフ・ティレルが恐竜アルバートサウルスの化石を発見して以降、ドラムヘラーの悪地ではバーナム・ブラウンやチャールズ・H・スタンバーグなど多くの研究者により恐竜化石が発見されてきた。ロイヤル・ティレル古生物学博物館はそのような研究の流れを受け、1985年9月25日に世界最大級の古生物学博物館としてドラムヘラーに開館した。館の名はティレルの功績を称えて名付けられた。1990年にはエリザベス2世から「王立」の称号を授与された。開館した年に約60万人の訪問客を集めた後、毎年約30万人を超える来館者を迎えている。
同博物館近くにある世界自然遺産のアルバータ州立恐竜自然公園では、世界でも有数の完全な骨格の恐竜の化石が数多く発見されており、公園内に置かれた同館のフィールド・センターでは発掘された化石の展示や実際の発掘作業の見学ツアーが行われている。

## 活動
ロイヤル・ティレル古生物学博物館は、アルバータ州の広範囲にわたって発見される化石などの試料を収集・保存・研究・展示することによって、古生物学的な見地から、それらの生態学的な関係や歴史などを解釈していく、研究教育機関としての役割も担っている。2001年時点において、管理されている標本は10万を超え、魚類や貝や植物や地質など広い分野の研究者がいる。著名な研究者としてフィリップ・J・カリーが挙げられる。教育普及活動としては、屋外で90分間の発掘サイト見学ツアーが実施されている。
日本の福井県勝山市にある福井県立恐竜博物館とは2000年11月23日に姉妹館提携を結んでいる。2001年7月7日から10月31日までは、同館で企画展「ロイヤル・ティレル古生物学博物館の恐竜たち」が開催された。

## 館内
入口のトンネルには190枚の現生生物の写真が壁一面に飾られ、その内部を通って展示室に入り、46億年におよぶ地球の歴史を来館者に感じさせる仕様となっている。1階では35体におよぶ恐竜の全身骨格が生きていた頃の行動を想像して復元されている。また、母岩から化石を取り出すクリーニング作業を見学できる設備もある。2階にはバージェス動物群をはじめ古生代の動物化石が多く展示されているほか、シダやソテツといった中生代に繁茂していたものに近い種の植物が当時の環境を再現した温室で栽培されている。

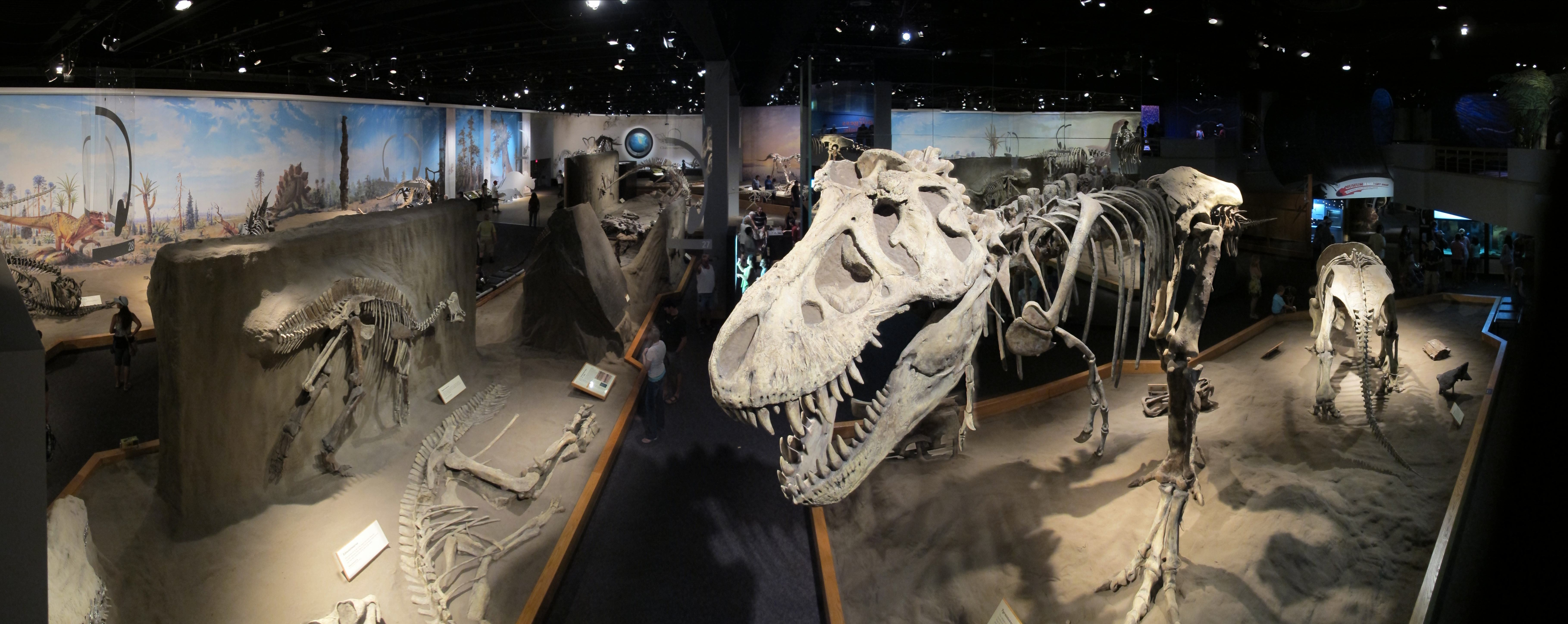
ダイナソー・ホール

### 主な展示物
- アルバートサウルス[2]
- アロサウルス[1]
- カスモサウルス[1]
- カンプトサウルス[1]
- ストルティオミムス[2]
- ティラノサウルス（ブラック・ビューティー）[2][3]
- パキリノサウルス[2]
- ボレアロペルタ[4][5]
- ランベオサウルス[6]

## 主な職員
- ケイレブ・ブラウン[7]
- ドナルド・ヘンダーソン[4]
- フィリップ・J・カリー[1]
- マーク・ミッチェル[5]

## アクセス
バス・鉄道といった公共交通機関は存在せず、自動車で訪れなければならない。レンタカーなどで自前の交通手段を用意できない場合は、カルガリーなどから出発するツアーに参加する必要がある。平日も含めほぼ毎日なんらかのツアーがあり、観光案内所のあるカルガリータワー周辺から出発する。日本語の通用するツアーもあるが、複数人が事前に予約する必要がある。